# Hungría en la Copa Mundial de Fútbol de 1958
Hungría fue una de las 16 selecciones participantes en la Copa Mundial de Fútbol de Suecia 1958, la que es su cuarta participación en un mundial y la segunda de manera consecutiva.

## Clasificación

### Grupo 3
| Pos. | Equipo   | Pts. | PJ | G | E | P | GF | GC | Dif. | Clasificación           |     | HUN | BUL | NOR |
| ---- | -------- | ---- | -- | - | - | - | -- | -- | ---- | ----------------------- | --- | --- | --- | --- |
| 1    | Hungría  | 9    | 4  | 3 | 0 | 1 | 12 | 4  | +8   | Clasifica a Suecia 1958 |     | —   | 4–1 | 5–0 |
| 2    | Bulgaria | 6    | 4  | 2 | 0 | 2 | 11 | 7  | +4   |                         |     | 1–2 | —   | 7–0 |
| 3    | Noruega  | 3    | 4  | 1 | 0 | 3 | 3  | 15 | −12  |                         | 2–1 | 1–2 | —   |     |

 Fuente: 

## Jugadores
Estos fueron los 22 jugadores convocados para el torneo:

## Resultados
Hungría fue eliminada en el grupo 3.

### Grupo 3
| País    | J | G | E | P | GF | GC | PTS |
| ------- | - | - | - | - | -- | -- | --- |
| Suecia  | 3 | 2 | 1 | 0 | 5  | 1  | 5   |
| Gales   | 3 | 0 | 3 | 0 | 2  | 2  | 3   |
| Hungría | 3 | 1 | 1 | 1 | 6  | 3  | 3   |
| México  | 3 | 0 | 1 | 2 | 1  | 8  | 1   |

| 8 de junio de 1958 | Hungría   | 1-1     | Gales          | Jernvallen, Sandviken,                              |                                                     |
|                    | Bozsik 5' | Reporte | J. Charles 27' | Asistencia: 15 343 espectadores Árbitro(s): Codesal | Asistencia: 15 343 espectadores Árbitro(s): Codesal |

| 12 de junio de 1958 | Suecia         | 2-1     | Hungría   | Råsunda Stadium, Solna                            |                                                   |
|                     | Hamrin 34' 55' | Reporte | Tichy 77' | Asistencia: 38 850 espectadores Árbitro(s): Mowat | Asistencia: 38 850 espectadores Árbitro(s): Mowat |

| 15 de junio de 1958 | Hungría                                   | 4-0     | México | Jernvallen, Sandviken                                     |                                                           |
|                     | Tichy 19' 46' · Sándor 54' · Bencsics 69' | Reporte |        | Asistencia: 13 300 espectadores Árbitro(s): Arne Eriksson | Asistencia: 13 300 espectadores Árbitro(s): Arne Eriksson |

| 17 de junio de 1958                                                 | Gales                         | 2-1     | Hungría   | Råsunda Stadium, Solna                             |                                                    |
|                                                                     | I. Allchurch 55' · Medwin 76' | Reporte | Tichy 33' | Asistencia: 2823 espectadores Árbitro(s): Latychev | Asistencia: 2823 espectadores Árbitro(s): Latychev |
| Partido de desempate para definir al segundo clasificado del grupo. |                               |         |           |                                                    |                                                    |